# スペースド
『スペースド』（原題：SPACED）は、1999年と2001年にイギリスの公共テレビ局チャンネル4で放送されたテレビドラマ。日本では2008年12月に『SPACED 〜俺たちルームシェアリング〜』としてDVDが発売された。

## 概説
後に『ショーン・オブ・ザ・デッド』、『ホット・ファズ -俺たちスーパーポリスメン!-』を手掛けるエドガー・ライト監督が、カップルと偽ってルームシェアをすることになった男女とその仲間たちの生活をユーモラスに描いたシチュエーション・コメディ番組。
1999年に放送されたシーズン1は、英国コメディ賞、英国アカデミー賞、モントルー賞にノミネートされ、2001年に放送されたシーズン2は、英国アカデミー賞、エミー賞にノミネートされている。

## あらすじ
同棲していた彼女に家を追い出されたティムは、ロンドンのカフェで家探しをしていたデイジーと偶然出会う。毎日のようにカフェで顔を合わせていた2人は、ある日“カップル”であることが入居条件の格安フラットを見つける。カップルに成り済ました2人は、フラットの大家マーシャを騙し部屋を借りることに成功。無事に引っ越しを終えた2人のもとに、フラットの一階に住む売れないアーティストのブライアン、ティムの親友でミリタリーおたくのマイク、デイジーの親友ツイスト、そして妖しい雰囲気の大家マーシャが次々に訪れてくる。果たして2人の生活はどうなっていくのか?

## スタッフ
プロデューサー：ニラ・パーク
監督：エドガー・ライト
脚本：サイモン・ペグ、ジェシカ・スティーヴンソン

## 主なキャラクターとキャスト
ティム・ビズリー - サイモン・ペグ
漫画家志望で、スケートボード、『スター・ウォーズ』、テレビゲーム、サブカルチャーおたく。マンガ雑誌店ファンタジー・バザールでアルバイトをしている。同棲していた彼女に浮気をされ、家を追い出されてしまう。性格は気難しくて短気。(ビズリーというキャラクター名は、実在のマンガ家であるサイモン・ビズリーへのオマージュ)
デイジー・スタイナー - ジェシカ・スティーヴンソン
怠けてばかりのジャーナリスト志望者。仕事以外に関しては活動的。明るく大らかな性格であるが、ときに攻撃的な物言いをする。他人に干渉するのが好きでお喋り。ゴミ屋敷のような家に友人たちと暮らしている。
マーシャ・クライン - ジュリア・ダーキン
フラットの家主。タバコと赤ワインを片時も手放さない。10代の娘とケンカばかりしている。
ブライアン・トップ - マーク・ヒープ
フラットの一階に住む売れないアーティスト。病的なまでに内向的で臆病者。
マイク・ワット - ニック・フロスト
ティムの親友。元イギリス国防義勇軍の兵士でミリタリーおたく。
ツイスト・モーガン - カティ・カーマイケル
デイジーの親友。クリーニング店で働いている、ファション・ファシスト。

## エピソード
シリーズ1(1999年)
- 第1話　BEGINNINGS
- 第2話　GATHERINGS
- 第3話　ART
- 第4話　BATTLES
- 第5話　CHAOS
- 第6話　EPIPHANIES
- 第7話　ENDS

シリーズ2(2001年)
- 第1話　BACK
- 第2話　CHANGE
- 第3話　METTLE
- 第4話　HELP
- 第5話　GONE
- 第6話　DISSOLUTION
- 第7話  LEAVES

その他の更なる詳報は英語版ウィキペディア内en:Spacedを参照。

## 補足
- アメリカでは権利上の問題により長らくDVDが発売されていなかったが、2008年7月に特典映像や追加コメンタリー（ケヴィン・スミス、マット・ストーン、ディアブロ・コディ、パットン・オズワルト、クエンティン・タランティーノ、ビル・ヘイダー）などを追加した「SPACED THE COMPLETE SERIES」がリリースされている。
- 2008年に日本で発売されたDVDは上記のアメリカ発売版を踏襲している。
- サイモン・ペグとニック・フロストは実生活での親友でもある。
- 脚本を担当したジェシカ・スティーブンソンとサイモン・ペッグはsix pair of pantsというシチュエーションコメディーで知り合い（その番組にはツイスト役のケイティー・カーマイケルも出演。ケイティー・カーマイケルとジェシカはそれ以前からの友人で、ケイティーがオーディションに連れてきた。）その後、アサイラムという番組でも共演（監督はエドガー・ライト）
- サイモン・ペッグとマーク・ヒープは他にもBig Train（スケッチの一つでジュリア・ディーキンが出演）でも共演。
- サイモンとケイティー・カーマイケルは同じ大学で演劇を学んだ。